# Баткенская область
Батке́нская о́бласть (кирг. Баткен облусу) — область в Кыргызстане. Административный центр области — Баткен. На востоке она граничит с Ошской областью, на юге, западе и севере — с Таджикистаном, а на северо-востоке — с Узбекистаном. Северная часть области является частью плоской, сельскохозяйственной Ферганской долины. Земля поднимается к югу до гор на южной границе: Алайские горы на востоке и Туркестанский хребет на западе.
Население региона, согласно переписи 2023 года, составило 570 900 человек. Из них 24,2 процента проживали в четырёх городах региона и пяти поселках городского типа, а 75,8 процента — в сельской местности. Большинство (76,5 %) населения региона составляют киргизы; есть также узбеки (14,7 %) и таджики (6,9 %), а также немного русских (0,8 %), татар (0,4 %) и турок (0,2 %).
Баткенская область была создана 12 октября 1999 года из самого западного участка Ошской области.

## История
Баткенская область образована 13 октября 1999 года в административных границах Баткенского, Кадамжайского, Лейлекского районов и города Кызыл-Кия Ошской области Кыргызстана.
Административным центром вновь образованной Баткенской области стало село Баткен, которое 18 февраля 2000 года было преобразовано в город Баткен в рамках административно-территориальной границы села Баткен с населением 11,4 тыс. человек. В феврале 2001 года был образован Баткенский горкенеш, в состав которого были переданы села Булак-Башы, Кызыл-Жол и Базар-Башы. В результате, общая численность населения Баткенского горкенеша составила 16,6 тыс. человек. 1 декабря 2008 года Баткен был переведён из районного в областное подчинение.
18 февраля 2000 года город Сулюкта был выведен из состава Лейлекского района, ему присвоен статус города областного подчинения.
В 2024 году парламент Кыргызстана (Жогорку Кенеш) принял закон «О придании особого статуса Баткенской области».

## Географическое положение
Баткенская область расположена в западной части Кыргызстана и занимает склоны гор Памиро-Алая и часть Ферганской долины.
Территория области составляет 17 048 км² и расположена на высоте от 400 до 5500 метров над уровнем моря.
Область на севере граничит с республиками Таджикистан и Узбекистан, на юге и западе — с Таджикистаном, на востоке и частично на юге — с Ошской областью Кыргызстана.

## Население
По состоянию на 2009 год в Баткенской области насчитывалось 4 города, 5 поселков городского типа и 198 сёл. Его население, по данным переписи населения и жилищного фонда 2009 года, составило 380,3 тыс. человек (наличное население) или 428,6 тыс. человек (постоянное население).
Высокогорные районы Баткенской области являются регионом традиционного проживания киргизов — кочевников и скотоводов (см. тюркские народы), составляющих абсолютное большинство населения области.
Но в силу своего приграничного положения рядом с Узбекистаном и Таджикистаном, в области высока доля различных этноязыковых меньшинств.
В 2010 году в области проживало 433 800 человек (8 % населения страны). По данным переписи 1999 года, в области проживала 381 000 жителей.
В горных районах плотность населения невысока, гораздо выше она в долинах и у государственной границы. Для области характерны высокая рождаемость, низкая смертность, высокий естественный прирост и значительный уровень эмиграции в последнее десятилетие.

### Национальный состав
|                    | Численность лиц данной национальности | Численность лиц данной национальности | Численность лиц данной национальности | Численность лиц данной национальности | Численность лиц данной национальности | Численность лиц данной национальности |
| 1989               | 1989                                  | 1999                                  | 1999                                  | 2009                                  | 2009                                  |                                       |
| ------------------ | ------------------------------------- | ------------------------------------- | ------------------------------------- | ------------------------------------- | ------------------------------------- | ------------------------------------- |
| Баткенская область | 311 761                               | 100,00%                               | 382 426                               | 100,00%                               | 428 636                               | 100,00%                               |
| Киргизы            | 204 997                               | 65,8%                                 | 284 110                               | 74,3%                                 | 327 739                               | 76,5%                                 |
| Узбеки             | 45 201                                | 14,5%                                 | 55 104                                | 14,4%                                 | 63 048                                | 14,7%                                 |
| Таджики            | 22 077                                | 7,1%                                  | 26 516                                | 6,9%                                  | 29 569                                | 6,9%                                  |
| Русские            | 21 421                                | 6,9%                                  | 8 312                                 | 2,2%                                  | 3 560                                 | 0,8%                                  |
| Татары             | 9 279                                 | 3,0%                                  | 3 904                                 | 1,0%                                  | 1 910                                 | 0,4%                                  |
| Турки              | 1 088                                 | 0,3%                                  | 1 104                                 | 0,3%                                  | 888                                   | 0,2%                                  |
| Хемшилы            | -                                     | -                                     | 497                                   | 0,1%                                  | 363                                   | 0,1%                                  |
| Уйгуры             | 291                                   | 0,1%                                  | 305                                   | 0,1%                                  | 264                                   | 0,1%                                  |
| другие             | 7407                                  | 2,4%                                  | 2574                                  | 0,7%                                  | 1295                                  | 0,3%                                  |

## Административно-территориальное устройство

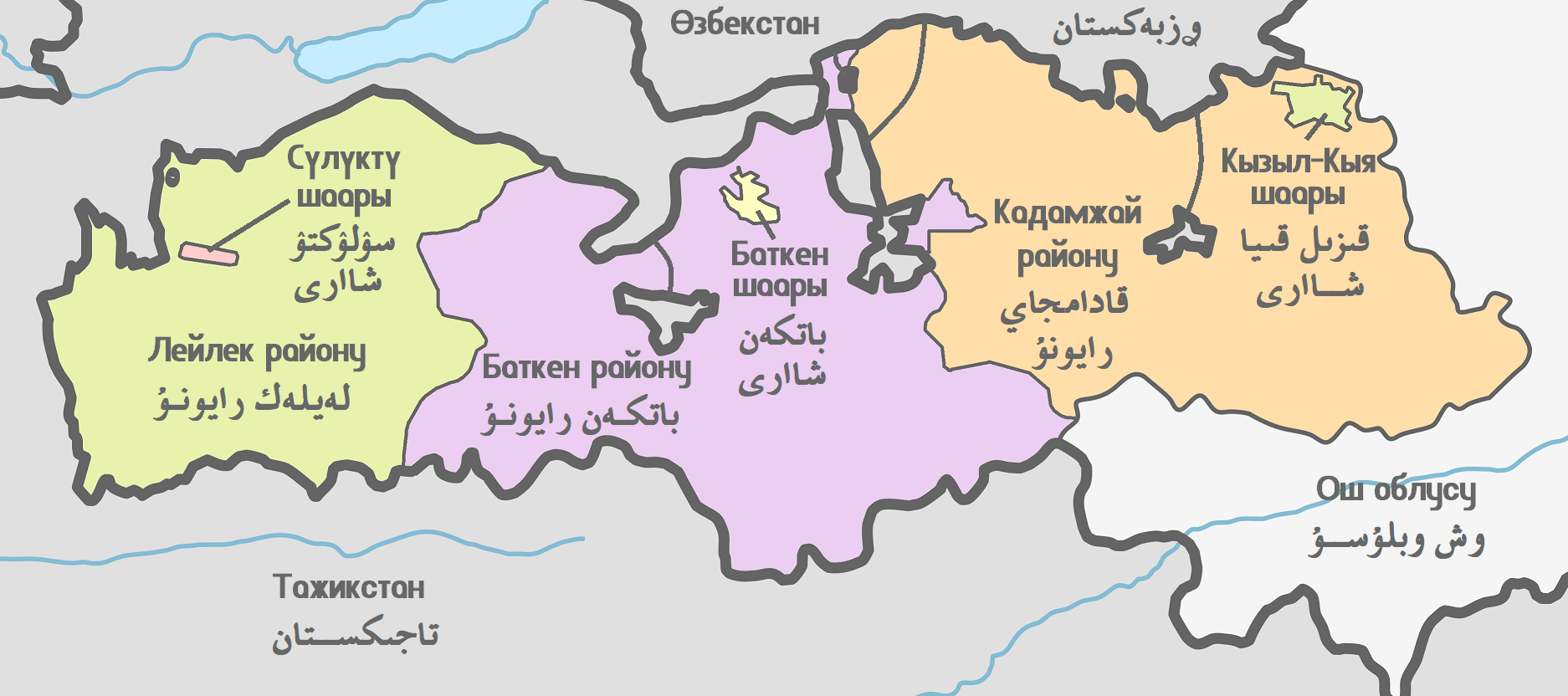

Баткенская область административно разделена на 3 района:
| Район              | Территория км² | Число административно-территориальных единиц | Число административно-территориальных единиц | Число административно-территориальных единиц | Число административно-территориальных единиц | Число административно-территориальных единиц |
| Район              | Территория км² | городов                                      | городов                                      | поселков городского типа                     | аильных округов                              | фактическое наличие сел (аилов) на местности |
| Район              | Территория км² | всего                                        | в том числе областного значения              | поселков городского типа                     | аильных округов                              | фактическое наличие сел (аилов) на местности |
| ------------------ | -------------- | -------------------------------------------- | -------------------------------------------- | -------------------------------------------- | -------------------------------------------- | -------------------------------------------- |
| Баткенская область | 17048          | 6                                            | 3                                            | 1                                            | 29                                           | 198                                          |
| г. Баткен          | 205            | 1                                            | 1                                            | -                                            | -                                            | 3                                            |
| г. Кызыл-Кия       | 78             | 1                                            | 1                                            | -                                            | -                                            | 3                                            |
| г. Сюлюкта         | 18             | 1                                            | 1                                            | 1                                            | -                                            | 1                                            |
| Баткенский район   | 5948           | -                                            | -                                            | -                                            | 9                                            | 45                                           |
| Кадамжайский район | 6146           | 2                                            | -                                            | -                                            | 13                                           | 107                                          |
| Лейлекский район   | 4653           | 1                                            | -                                            | -                                            | 9                                            | 47                                           |

В Баткенской области шесть городов: Айдаркен, Баткен, Исфана, Кадамжай, Кызыл-Кия и Сулюкта. Есть один поселок городского типа — Восточный.

## Анклавы и эксклавы

Карта анклавов в Баткенской области

Сох — эксклав Узбекистана, расположенный примерно в 24 километрах к востоку от Баткена. Самый большой из эксклавов, он имеет площадь ~ 234 км², простирается от 3 до 13 километров с востока на запад и около 35 километров с севера на юг, и пересекается главной магистралью из Баткена в Ош. Таджики составляют 99 % населения, которое в 1993 году насчитывало 42 800 человек.
Чон-Гара и Калача, расположенные непосредственно к северу от Соха, представляют собой две узбекские деревни в очень маленьком анклаве, который расположен на реке Сох. Его длина составляет 2 километра, ширина 1 километр, площадь около 3 км². Входит в состав Сохского района Ферганской области. Деревни Чон-Гара и Калача находятся на обоих концах. Киргизское село Чон-Кара находится в двух километрах к северо-западу.
Джангаил (также Джангы-Айыл или Халмион) — небольшой эксклав Узбекистана, расположенный примерно в 60 километрах к востоку от Баткена и в пределах 1 км от главной узбекской границы. Его размеры составляют всего 2-3 километра вдоль и поперек.
Западная Калача — очень маленький эксклав Таджикистана, расположенный в северо-западной части области, недалеко от железнодорожной станции Кайрагач, поэтому его иногда называют «Кайрагач». Примерно в 130 километрах к западу от Баткена.
Шахимардан, или Шохимардон, является эксклавом Узбекистана, примерно в 80 километрах к востоку от Баткена и в 19 километрах к югу от узбекской границы. Его площадь составляет ~38,2 км², а население в 1993 году составляло 5100 человек. Узбеки составляют 91 % населения.
Ворух — эксклав Таджикистана, площадью около 96,7 км², расположенный в 45 километрах к югу от Исфары и в 24 километрах к юго-западу от Баткена, на правом берегу реки Исфара.

## Археология
На территории Баткенского района находятся всемирно известные памятники палеолита — пещеры Сель-Ункур и Обишир-5.
В 1980-х годах в пещере Сель-Ункур был обнаружен череп хорошей сохранности, позже обнаружены фрагменты черепа, плечевая кость и зубы древнего человека, которые были предположительно интерпретированы, как принадлежащие одной из архаичных форм человека прямоходящего (архантропам). Предложенная тогда же достаточно спорная датировка комплекса возрастом более 1 млн лет назад в свете последних данных не подтверждается. Российскими исследователями зубы и плечевая кость датируются возрастом 126 тыс. лет назад и относятся к одной из переходных форм человека прямоходящего. Находки хранятся в Государственном музее истории Узбекистана.
На памятнике Обишир-5 между селами Эшме и Сур в 4 км от города Айдаркен археологи нашли несколько тысяч каменных орудий и украшений возрастом 8—10 тыс. лет назад. Самый древний культурный слой в Обишире, содержащий сделанные ударным, а не отжимным способом орудия имеет возраст ок. 23 тыс. лет назад. Исследование ДНК образцов Ovis aries из пещеры Обишир-5 показало, что в 6-м тысячелетии до н. э. эти экземпляры были домашними — их генетические линии находятся в пределах генетического разнообразия линий одомашненных овец. Анализ цемента неповреждённых зубов предполагает возможный пастбищный убой в осенний сезон. Жившие в Обишире люди начали выпасать овец, коз и крупный рогатый скот по крайней мере 4300 лет назад.